# Acanthomyrmex basispinosus
Acanthomyrmex basispinosus (лат.) — вид муравьёв (Formicidae) рода Acanthomyrmex из подсемейства Myrmicinae. Встречается в Юго-Восточной Азии: остров Сулавеси, территория округа Южное Конаве индонезийской провинции Юго-Восточный Сулавеси.

## Описание
Мелкие муравьи (менее 5 мм) с большеголовыми солдатами (крупными рабочими). От близких видов отличается следующими признаками: проподеальные шипы в профиль с широкой базальной частью, резко сужающейся к стержню шипа; голова глубоко вогнута по заднему краю. Переднеспинка с двумя длинными острыми шипами. Тело желтовато-коричневое. Усики 12-члениковые, булава состоит из 3 сегментов. Вид был впервые описан в 1986 году американским мирмекологом Марком Моффетом и включён в состав видовой группы luciolae.

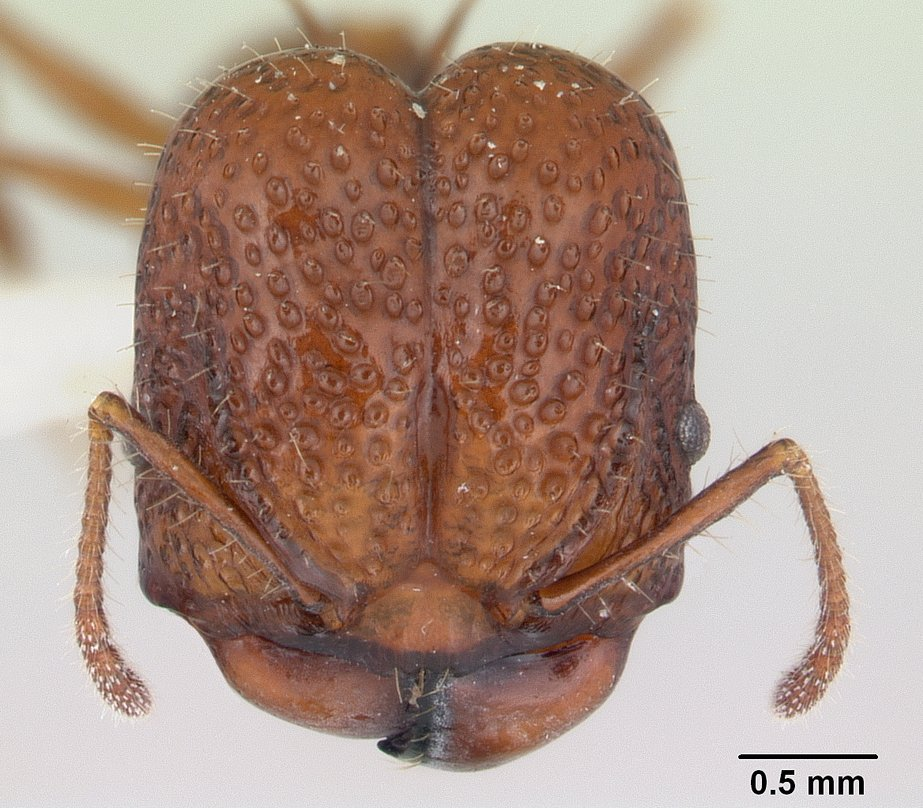
Солдат
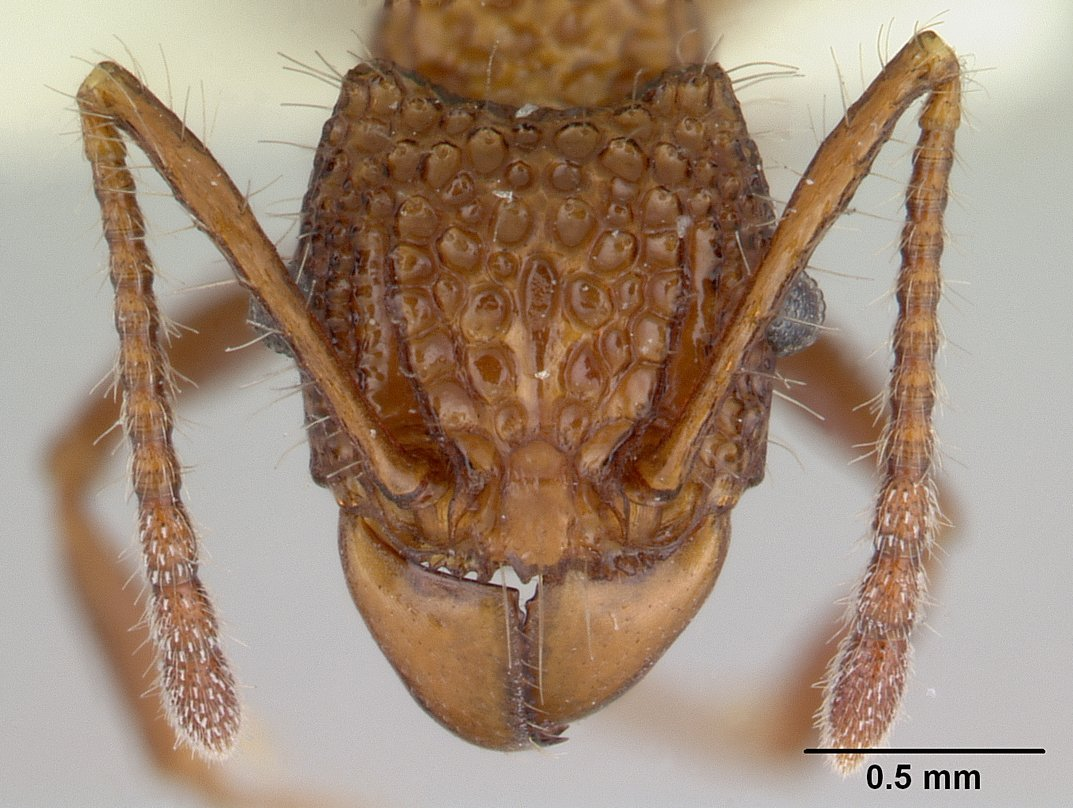
Рабочий
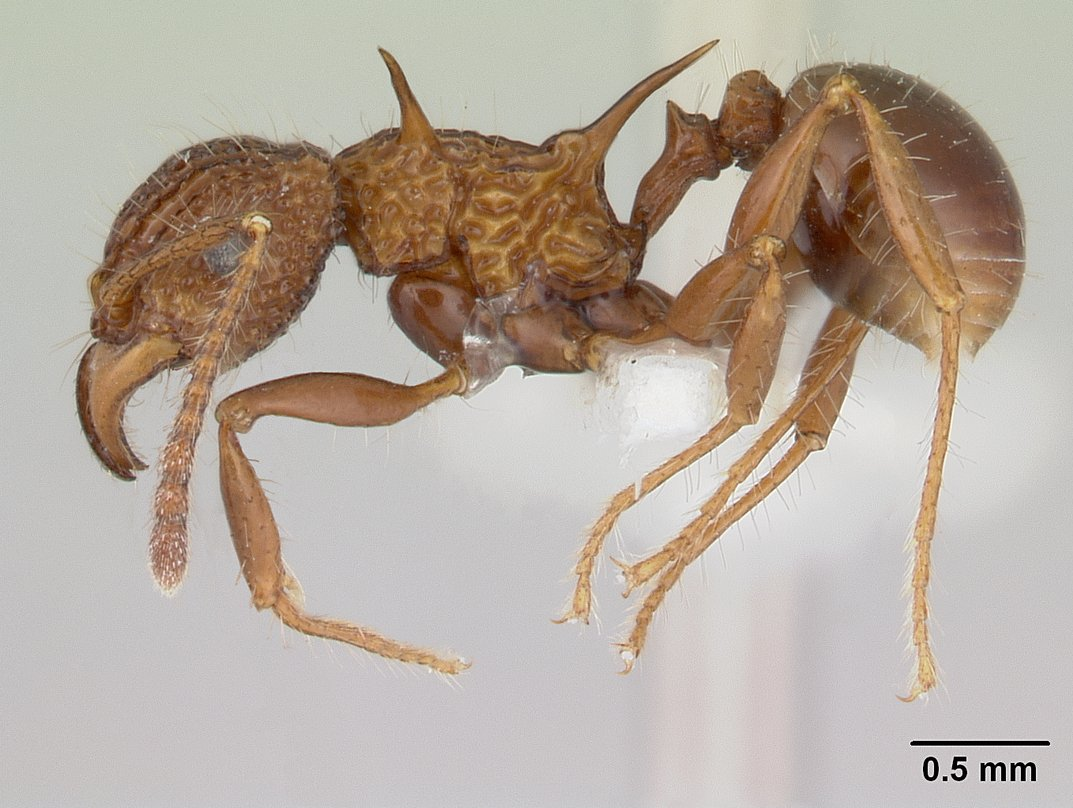
Рабочий